# 王鎬 (嘉靖進士)
王鎬（1498年—？），字宗周，號横陽，直隸永平府灤州長港社人，民籍，明朝政治人物。

## 生平
嘉靖元年（1522年）壬午科順天府鄉試第六十五名，嘉靖八年（1529年）己丑科会试二百八十一名，廷试三甲一百七十四名進士。授大理寺右评事，擢監察御史，巡按江西，十三年监试江西鄉試，十五年巡按河南。時張璁、桂萼以議大禮受世宗重用，唯獨王鎬正色不阿。升山西按察司副使，二十一年二月论山西三关失事諸臣功罪，副使王镐等修边怠事，降职一级，任湖广右参议。二十四年三月升山东副使，同年四月丁母忧归。歷官陕西行太仆寺少卿、参政、湖广右布政使，三十六年三月升都察院右副都御史、巡撫寧夏，屢奏邊功，三十七年八月兵科都给事中王文炳劾奏其才乏振扬，遂调南京别用。卒祀卿賢。

## 家族
曾祖王貴，曾任壽官；祖父王暹；父王璋（？-1514年），字朝儀，曾任義烏縣丞。母李氏（1461-1545年），封太孺人。兄王镛（1496-1563年），字宗夏，號巖峯，太学生，官长洲县丞；從兄鎧、鑰、鉦（贡士）、從弟钿、鍔、錬。